# Vasile Ion

## Date biografice
Vasile Ion,  (n. 12 ianuarie 1950, Blăjani, Buzău, România – d. 26 iulie 2019, Cândești, Vernești, Buzău, România) a fost un medic primar chirurgie pediatrică, senator român în legislaturile din perioadele 20 mai 1990 - 26 noiembrie 2000 și cele de după 2004, ales în județul Buzău pe listele partidului denumit succesiv în acea perioadă FSN, FDSN, PDSR și PSD. Prefect al județului (din 12 ianuarie 2001), președinte al Filialei PDSR Buzău.
A urmat Școala Generală nr. 1 Buzău (1956-1963), Liceul "M. Eminescu" (1963-1967) și Institutul de Medicină și Farmacie din Iași (promoția 1973).
Vicepreședinte și apoi președinte al Consiliului Județean Buzău al FSN (22 decembrie 1989 - 20 mai 1990).
A fost lider al organizației județene Buzău a acestui partid până în mai 2010, când a demisionat din partid, după care a trecut la PC și apoi la UNPR. În cadrul activității sale parlamentare, senatorul Vasile Ion a fost membru în următoarele grupuri parlamentare de prietenie:
- în legislatura 1990-1992: Republica Chile, Republica Argentina, Republica Islamică Iran, Republica Libaneză, Regatul Unit al Marii Britanii și Irlandei de Nord, Statul Israel, Ungaria, Regatul Thailanda, Republica Federală Germania, Republica Venezuela, URSS;
- în legislatura 1996-2000: Republica Argentina, Republica Chile;
- în legislatura 2004-2008: Republica Ecuador, Republica Estonia, Republica Cipru;
- în legislatura 2008-2012: Republica Ecuador, Republica Columbia, Republica Malta.

Vasile Ion a fost membru în următoarele comisii permanente:
- în legislatura 1992-1996: comisia pentru politică externă;
- în legislatura 1996-2000: comisia pentru drepturile omului, culte și minorități;
- în legislatura 2000-2004: comisia pentru sănătate publică;
- în legislatura 2004-2008: comisia pentru sănătate publică.

Vasile Ion este tatăl jurnalistei Marie Jeanne Ion.